# جون ماسون (سياسي أسترالي)
جون ماسون (بالإنجليزية: John Mason)‏ هو سياسي أسترالي، ولد في 20 نوفمبر 1928 في أستراليا. حزبياً، نشط في الحزب الليبرالي الأسترالي. وقد انتخب عضو الجمعية التشريعية نيو ساوث ويلز عن دائرة Electoral district of Dubbo ‏ (1 مايو 1965 – 28 أغسطس 1981).